# Volksabstimmungen in der Schweiz 1887
Dieser Artikel bietet eine Übersicht der Volksabstimmungen in der Schweiz im Jahr 1887.
In der Schweiz fanden auf Bundesebene zwei Volksabstimmungen statt, im Rahmen zweier Urnengänge am 15. Mai und 10. Juli. Es handelte sich dabei um ein fakultatives Referendum und ein obligatorisches Referendum.

## Abstimmung am 15. Mai 1887

### Ergebnis
| Nr. | Vorlage                                  | Art | Stimm- berechtigte | Abgegebene Stimmen | Beteiligung | Gültige Stimmen | Ja      | Nein    | Ja-Anteil | Nein-Anteil | Stände | Ergebnis |
| --- | ---------------------------------------- | --- | ------------------ | ------------------ | ----------- | --------------- | ------- | ------- | --------- | ----------- | ------ | -------- |
| 31  | Bundesgesetz betreffend gebrannte Wasser | FR  | 649'494            | k. A.              | 62,45 %     | 405'618         | 267'122 | 138'496 | 65,86 %   | 34,14 %     | –      | ja       |

### Gebrannte Wasser
Ein Jahr nachdem eine weitgehende Kompetenz des Bundes zur Regelung der Besteuerung, der Produktion und des Verkaufs von Alkohol in der Bundesverfassung festgeschrieben worden war, legte der Bundesrat 1886 einen Entwurf für ein Branntweingesetz vor. Sowohl einheimische als auch importierte Branntweine sollten durch Steuern verteuert, von schädlichen Zusatzstoffen befreit und der Handel kontrolliert werden. Ebenso sollten leichtere alkoholische Getränke wie Bier und Wein begünstigt werden. Vom Gesetz betroffen waren rund 1000 meist kleine Brennereien, etwa die Hälfte davon im Kanton Bern. Das Parlament änderte es dahingehend ab, dass Private weiterhin produzieren, der Bund aber als Monopolist den Handel betreibt. Die Befürworter priesen das Gesetz als Mittel gegen die schlechte Qualität der Produkte und als Kompensation für das 1890 wegfallende Ohmgeld. Hingegen argumentierten die von den Schnapsbrennern angeführten Gegner, das Gesetz verstärke die Bundesbürokratie und ziele hauptsächlich darauf ab, neue Einnahmequellen zu erschliessen. Fast zwei Drittel der Stimmberechtigten nahmen das «Bundesgesetz betreffend gebrannte Wasser» an, das bis 1932 in Kraft blieb und durch das Alkoholgesetz abgelöst wurde.

## Abstimmung am 10. Juli 1887

### Ergebnis
| Nr. | Vorlage | Art | Stimm- berechtigte | Abgegebene Stimmen | Beteiligung | Gültige Stimmen | Ja      | Nein    | Ja-Anteil | Nein-Anteil | Stände | Ergebnis |
| --- | --- | --- | ------------------ | ------------------ | ----------- | --------------- | ------- | ------- | --------- | ----------- | ------ | -------- |
| 32  | Bundesbeschluss betreffend Ergänzung des Artikels 64 der Bundesverfassung vom 29. Mai 1874 (Erfindungsschutz) | OR  | 647'071            | 274'346            | 42,40 %     | 261'368         | 203'506 | 057'862 | 77,86 %   | 22,14 %     | 20½:1½ | ja       |

### Erfindungsschutz
1866 und 1882 waren Versuche, den Schutz des geistigen Eigentums in der Bundesverfassung zu verankern, am Widerstand von Volk und Ständen gescheitert. Während der Landesausstellung 1883 beschlossen die Befürworter eine Resolution. Diese verlangte, dass der Erfindungsschutz allein und nicht gemeinsam mit einer umstrittenen anderen Vorlage vorgelegt werden müsse; ausserdem sollten für die patentkritische chemische Industrie Ausnahmebestimmungen möglich sein. Nachdem die vorberatenden Kommissionen an der Vorlage des Bundesrates verschiedene Änderungen vorgenommen hatten, stimmten beide Parlamentskammern einem Kompromiss zu: Die chemische Industrie sollte auf ihren Wunsch ganz vom Patentschutz ausgeschlossen werden, es sollten nur als Modell darstellbare Erfindungen geschützt werden dürfen und das Vorhandensein von Modellen sollte allfällige Rechtsverfahren erleichtern. Der «Bundesbeschluss betreffend Ergänzung des Artikels 64 der Bundesverfassung vom 29. Mai 1874» war weitgehend unbestritten und stiess kaum auf nennenswerte Opposition. Mehr als drei Viertel der Stimmberechtigten nahmen die Vorlage an, Nein-Mehrheiten gab es nur in den Kantonen Uri und Appenzell Innerrhoden.